# Рурак Олена Володимирівна
Оле́на Володи́мирівна Рура́к (* 7 лютого 1972) — українська спринтерка, змагалась у естафеті 4 × 400 метрів та бігу на 400 метрів.

## Життєпис
Представляла команди Запорізької й Дніпропетровської областей.
На Кубку Європи з легкої атлетики-1995 здобула бронзову медаль на дистанції 200 метрів та в естафеті 4×400 метрів — вона та Ольга Мороз і Яна Мануйлова.
На Чемпіонаті України з легкої атлетики-1995 здобула золоту медаль у бігу на 400 метрів.
На Кубку Європи з легкої атлетики-1996 здобула срібну медаль у естафеті 4×400 метрів — вона та Вікторія Фоменко, Людмила Кощей й Ольга Мороз.
На Чемпіонаті України з легкої атлетики-1998 здобула золоту медаль у бігу на 400 метрів.
На Чемпіонат України з легкої атлетики-2000 здобула золоту медаль у бігу на 400 метрів.
Змагалася у бігу на 400 метрів на Олімпійських іграх 1996 року та Олімпійських іграх 2000 року.
Чоловік — Рурак Костянтин Михайлович.
Станом на 2018 рік служить у пункті пропуску в Дніпрі.
Тренер Федерації легкої атлетики Запорізької області.
Найкращий тренер Запорізької області з легкої атлетики 2018 року.